# Psychoda celebris
Psychoda celebris är en tvåvingeart som beskrevs av Quate 1962. Psychoda celebris ingår i släktet Psychoda och familjen fjärilsmyggor. Inga underarter finns listade i Catalogue of Life.